# Tie Break
Tie Break es una boyband austriaca.
Ganó la final nacional austriaca para el Festival de la Canción de Eurovisión 2004 con la canción "Du bist". Vencieron a Waterloo & Robinson que representaron a Austria en el pasado. Su victoria fue controvertida ya que Waterloo & Robinson argumentaron que la canción duraba más de los tres minutos permitidos por el concurso . La disputa legal no fue seguida. La banda logró llegar al 21.er lugar en la final del festival.
Los miembros son Tommy Pegram, Stefan di Bernardo y Thomas Elzenbaumer.
| Predecesor: "Weil der mensch zählt" Alf Poier | Austria en el Festival de Eurovisión 2004 | Sucesor: "Y así" Global Kryner |

- Datos: Q383211
- Multimedia: Tie Break / Q383211